# Tadeusz Ludwik Piskor
Tadeusz Ludwik Piskor, poljski general, * 1889, † 1951.